# Louise de Prie
Louise de Prie de La Mothe-Houdancourt (1624-1709), fut gouvernante des enfants royaux de 1661 à 1672, de 1682 à 1692 puis de 1704 à 1709.

## Biographie
Fille de Louis de Prie, marquis de Toucy et de Françoise de Saint-Gelais-Lusignan, elle épousa le 21 novembre 1650 à Saint-Brice en Auxerrois Philippe de La Mothe-Houdancourt (1605-1657), duc de Cardona et maréchal de France. De ce mariage naîtront trois filles :
- Françoise-Angélique (1650-1711), duchesse d'Aumont par son mariage avec Louis-Marie-Victor d'Aumont.
- Charlotte-Éléonore-Madeleine (1651-1744), duchesse de Ventadour par son mariage avec Louis-Charles de Lévis, gouvernante de Louis XV et de ses enfants.
- Marie-Isabelle-Angélique (ou Marie Gabrielle Angélique) (1654-1726), duchesse de la Ferté-Senneterre par son mariage avec Henri-François de Saint-Nectaire.